# Konrad Naumann
Konrad Naumann (ur. 25 listopada 1928 w Lipsku, zm. 25 lipca 1992 w Guayaquil, Ekwador) – wschodnioniemiecki działacz młodzieżowy FDJ i partyjny SED, m.in. czł. Biura Politycznego i sekretarz KC SED.

## Życiorys
Syn kontrolera finansowego i krawcowej. Uczęszczał do szkoły podstawowej (Volksschule) w Holzhausen (1935-1939), do gimnazjum (Mittelschule) w Engelsdorf (-1941) i do szkoły pomaturalnej (Aufbauschule) w Lipsku (1941-1945). W 1939 został członkiem organizacji młodzieżowej Deutsches Jungvolk. W 1944 został powołany do służby pomocniczej Luftwaffe, służąc następnie na początku w jednostce Służby Pracy Rzeszy (Reichsarbeitsdienst) w Bad Lausick (1945). Przed inwazją wojsk amerykańskich opuścił miasto.
Pracował u rolnika w Holzhausen (1945). Działał wśród młodych pracowników w zagłębiu węgla brunatnego Espenhain (Braunkohlenrevier Espenhaim) (1945). Wstąpił do KPD (1945-) i uczęszczał do szkoły partyjnej KPD landu (KPD-Landesparteischule) (1946). Pracował w Radzie Powiatowej FDJ w Lipsku oraz w Radzie FDJ Saksonii w Dreźnie. Po połączeniu KPD z SED został członkiem SED. Z powodu popełnionego "politycznego błędu" został zwolniony z funkcji i zatrudniony jako pomocnik ślusarza w kopalni węgla brunatnego Hirschfelde (Braunkohlenwerk Hirschfelde). Powrócił do pracy w ruchu młodzieżowym, w którym był m.in. instruktorem Centralnej Rady FDJ (1948-1949), sekretarzem ds. pracy i spraw socjalnych Rady FDJ Meklemburgii (1949-1951). W 1950 z mandatu FDJ został wybrany do parlamentu Meklemburgii-Pomorza Przedniego. Naumann studiował w Centralnej Szkole Komsomołu (Центральная Комсомольская Школа при ЦК ВЛКСМ) w Moskwie (1951-1952), a tym samym stracił mandat radnego.
Po przyjeździe do kraju pełnił funkcję I sekretarza Rady Okręgowej FDJ we Frankfurcie nad Odrą (1952-1957), z-cy członka Komitetu Okręgowego SED i radnego okręgowego. Był także członkiem (1952-1967) i sekretarzem Centralnej Rady FDJ (1957-1964). W 1959 powierzono mu kierownictwo delegacji NRD na VII Światowy Festiwal Młodzieży i Studentów w Wiedniu.
Był zastępcą członka (1963-1966) i członkiem Komitetu Centralnego SED (1966-1986), II sekretarzem (1964-1971) i I sekr. KO SED Berlina (1971-1985), oraz radnym Berlina (1967-1986) i deputowanym do Izby Ludowej NRD (Volkskammer) (1967-1986).
Naumann w 1973 został wybrany zastępcą członka i w 1976 członkiem Biura Politycznego KC SED. Był sekretarzem KC SED (1984-1985) i członkiem Rady Państwa NRD (1984-1986). Z racji sprawowanych funkcji był „skoszarowany” w partyjno-rządowym osiedlu kierownictwa NRD - Osiedlu Leśnym pod Bernau. Po wygłoszeniu przez niego 17 października kontrowersyjnego przemówienia na forum Akademii Nauk Społecznych KC SED (Akademie für Gesellschaftswissenschaften beim ZK – AfG), na XI plenum KC SED w dniu 22 listopada 1985 został usunięty z zajmowanych stanowisk. Przypuszczalnie jego wina polegała również na uzależnieniu się od alkoholu. W gazecie Neues Deutschland oficjalnie ogłoszono, że poprosił o zwolnienie z funkcji "ze względów zdrowotnych". Potem był pracownikiem naukowym w Archiwum Państwowym w Poczdamie (Staatlichen Archivverwaltung Potsdam) (1986-1989). W 1991 przeniósł się do Guayaquil, gdzie jego żona podjęła pracę jako nauczycielka w niemieckiej szkole.